# Antiblemma polyodon
Antiblemma polyodon là một loài bướm đêm trong họ Erebidae.